# 2019年2月逝世人物列表
2019年逝世人物列表：1月 - 2月 - 3月 - 4月 - 5月 - 6月 - 7月 - 8月 - 9月 - 10月 - 11月 - 12月
2019年2月逝世人物列表，是用于汇总2019年2月期间逝世人物的列表。

## 依日期排序

### 28日
- 安德烈·普列文（德語：André Previn），89歲，德國裔美國指揮家，四屆奧斯卡得主。[1]
- 诺玛·保拉斯（英語：Norma Paulus），85岁，美国律师，政治家。[2]
- Vamei（原名张腾飞），31岁，中国技术博客博主、作家，AI养殖从业者。[3]
- 蔡纯懿，92岁，中国学者，四川大学华西医院教授。[4]
- 董振东，81岁，中国中文信息处理专家、知网发明人，教授。[5]
- 花柳幻舟（日語：花柳 幻舟），77歲，本名川井洋子，日本女性舞蹈家、演員、作家、女性主義者。曾在1989年明仁天皇即位遊行時，對車隊丟擲爆竹[6][7]。
- 冯兰瑞，98岁，中国经济学家[8]。

### 27日
- 刘克莉，82岁，中国川剧表演艺术家，国家二级演员、成都市川剧研究院演员。[9]
- 弗朗斯-阿尔贝·勒内（法語：France-Albert René），83岁，塞舌尔政治家，前总统（1977-2004）。[10]
- 拉賓德拉·普拉薩德·艾德希卡里，49岁，尼泊尔政治家，尼泊尔文化、旅游、民航部长。[11]
- 杰里·梅里曼（英語：Jerry Merryman），86歲，美國無線電技工。手提電子計數機發明者之一。死於心臟和腎衰竭。[12]
- 陳素華，90歲，南京大屠殺幸存者。[13]

### 26日
- 安迪·安德森（英语：Andy Anderson (drummer)），68歲，非裔英國鼓手，曾短暫為治療樂隊的成員和伊吉·帕普的伴奏鼓手。死於癌症末期。[14][15][16]

### 25日
- 陈义文，91岁，中国工艺美术师，老河口木版年画國家级代表性传承人。[17]
- 曹元珠，88岁，中国河南坠子表演艺术家。[18]
- 馬克·赫利斯（英语：Mark Hollis (musician)），64歲，英國後龐克-新浪潮樂團Talk Talk的主唱與詞曲作者。[19]

### 24日
- 安托万·基赞加（法語：Antoine Gizenga），93岁，刚果民主共和国政治家，统一卢蒙巴党领袖。[20]
- 唐纳德·基恩（英語：Donald Keene），96歲，歸化日本之美國日本學家。[21]
- 李學勤，85歲，中國歷史學家、古文字學家。[22]
- 孙雅君，90岁，中国西河大鼓表演艺术家。[23]
- 袁本涛，53岁，中国学者，清华大学教育研究院原副院长、教育政策与管理研究所所长，教授。[24]
- 陳仁榮，67歲，台灣政治人物，中華民國台中市議員邱素貞的夫婿，台中市南區國光里里長。[25]
- 小內斯特·艾斯佩尼拉（英語：Nestor A. Espenilla, Jr.），60歲，菲律賓中央銀行總裁暨貨幣委員會主席。死於癌症。[26]
- 韓志勳，96歲，香港藝術家，香港中元畫會創始成員之一。[27]

### 23日
- 凱瑟琳·哈蒙（英語：Katherine Helmond），89歲，美國女演員。[28]

### 22日
- 孙伟，83岁，中国土木工程材料专家和教育家，东南大学教授，中国工程院院士。[29]
- 王业宁，92岁，中国凝聚态物理学家和教育家，南京大学物理学院教授，中国科学院院士。[30]
- 高缨，89岁，中国作家，代表作《达吉和她的父亲》。[31]
- 蘇振平，92歲，中華民國審計官員，1989年至2007年擔任審計部部長，為審計部有史以來任期最長的審計長。[32]
- 笑福亭松之助（日语：笑福亭松之助），92歲，日本落語家。[33]

### 21日
- 鄂栋臣，79岁，中国极地测绘学家，武汉大学教授。[34]
- 李斌，58岁，全国劳动模范，上海市总工会兼职副主席、上海电气液压气动有限公司液压泵厂工人。[35]
- 王鸿建，84岁，中国学者，哈尔滨工业大学化工与化学学院教授。[36]
- 徐永祥，64岁，中国社会工作教育协会会长，华东理工大学社会学与社会工作学科的奠基人，二级教授。[37]
- 彼得·托克（英语：Peter Tork），77歲，美國歌手，頑童合唱團成員[38]。
- 史丹利·杜寧（英語：Stanley Donen），94歲，美國導演，死於心臟衰竭[39]。

### 20日
- 安作璋，92岁，中国历史学家，死於心脏病。[40]
- 胡光宝，84岁，中国政治人物，中共中央办公厅原副主任。[41]
- 吕祥发，87岁，中国政治人物，重庆市江北区原政协主席。[42]
- 张文彬，82岁，中国文物和博物馆事业领导者，原文化部党组成员、国家文物局党组书记、局长。[43]
- 张建杰，53岁，中国企业家，浙江卓力电器集团有限公司董事长。[44]
- 伍汉文，94岁，中国内科学及代谢内分泌学专家、医学遗传学家、中南大学湘雅二医院教授。[45]
- 谢导秀，78岁，中国岭南古琴艺术家，国家级非物质文化遗产岭南古琴艺术传承人.[46]
- 陈荣冠，74岁，中国教育人物，中山大学新华学院党委原副书记、工会原主席，公共管理学系第一任主任。[47]
- 維尼·貝利拉（英語：Vinny Vella），72歲，美國演員，死於肝癌病逝。[48]
- 弗萊德·福斯特（英语：Fred Foster），87歲，美國音樂製作人與詞曲作家。病逝。[49]
- 黃福田，82歲，「北投黃家」後代，臺灣客家鄉土劇、戲曲演員，肺炎導致多重器官衰竭。[50]
- 吉野匠（日语：吉野匠），年齡不詳，日本小說家。代表作品《雨戰士》、《魔王的後繼者》。[51]

### 19日
- 卡爾·拉格斐（德語：Karl Lagerfeld），85歲，德國設計師、藝術家，時尚品牌香奈兒的創意總監。曾效力蔻依，芬迪等知名國際時尚品牌。[52]
- 唐·內科姆（英語：Don Newcombe），92歲，美國職業棒球運動員，曾效力美國職棒大聯盟球隊布魯克林道奇並獲得最優異的投手之名。1956年賽揚獎（Cy Young Award）得主和1959年獲得國聯最有價值球員（MVP）殊榮。病逝。[53]
- 王长连，72岁，中国政治人物，北京市政协原副主席。[54]
- 王培勤，92岁，中国政治人物，原安徽省邮电管理局劳资处处长、巡视员。[55]
- 胡沛泉，98岁，中国工程力学与航空专家，西北工业大学教授。[56]
- 杨学军，60岁，中国电梯协会副会长，奥的斯电梯（中国）投资有限公司副总裁。[57]
- 可明长老，92岁，中国佛教僧人，中国佛教协会咨议委员会副主席。[58]

### 18日
- 毕军，47岁，中国学者，清华大学网络科学与网络空间研究院长聘教授、副院长，长江学者特聘教授。[59]
- 鄢德玉，85岁，中国政治人物，原辽宁省新民市政协常务副主席、党组副书记。[60]
- 華萊士·史密斯·布羅克爾（英语：Wallace Smith Broecker），87歲，美國地球物理學家，哥倫比亞大學地球與環境科學系教授，曾在1975年提出全球變暖字眼。[61]

### 17日
- 乔治·门多萨（英語：George Mendonsa），95岁，美国退役军人，据信为著名照片《胜利之吻》的男主角。意外跌倒后突发疾病不治。[62]
- 廖天隆，72歲，台灣政治人物，連任5屆無黨籍嘉義市議員。燒炭自殺。[63]
- 齐振海，中国学者，北京第二外国语大学教授。[64]
- 李英，90岁，中国政治人物，中共广西壮族自治区纪律检查委员会原副书记。[65]
- 佐佐木澄江（日語：佐々木 すみ江），90歲，日本女演員。[66]

### 16日
- 方槐，原名赖芳槐，101岁，中国人民解放军开国少将，原武汉军区空军副司令员。[67]
- 顾林昉，90岁，中国政治人物，公安部原副部长、党委副书记。[68]
- 李锐，101岁，中华人民共和国政治人物，中共党史专家，曾任毛泽东秘书和中共中央组织部副部长。[69]
- 史继明，94岁，中国政治人物，原安徽省出版事业管理局党组书记、局长。[70]
- 塞爾·梅林（法語：Serge Merlin），86歲，法國演員，曾扮演《艾蜜莉的異想世界》中的老畫家。[71]
- 布鲁诺·冈茨（德語：Bruno Ganz），77岁，瑞士演员，曾扮演《柏林苍穹下》中的天使达米尔以及《帝国的毁灭》中的希特勒等角色。死於大肠癌。[72][73]

### 15日
- 張仲文，83歲，1950-60年代國語片女星，曾為邵氏電影公司演員[74]。
- 杨立荣，95岁，中国政治人物，原陕西省电子工业局副局长。[75]
- 程树培，72岁，中国学者，南京大学环境学院教授。[76]
- 卢福基，83岁，中国学者，哈尔滨工业大学机电工程学院教授。[77]
- 徐心和，78岁，中国机器博弈专家，东北大学教授，中国人工智能学会会士。[78]
- 卡羅琳·李·拉齊維爾（英語：Caroline Lee Radziwiłł），85歲，美國社會名人。前美國第一夫人杰奎琳·肯尼迪胞妹[79][80]。

### 14日
- 鄺漢生，80歲，香港工務官員，工務司（1995年－1997年）、工務局局長（1997年－1999年）。[81]
- 高俊明，89歲，台灣基督長老教會牧師，曾任中華民國總統府資政。[82]
- 刘衍忠，93岁，中国政治人物，原四川省重庆市人大农业委员会副主任。[83]
- 威利·麥考伊（英語：Willie McCoy），年齡不明，美國饒舌歌手，遭警方槍殺身亡。[84]
- 陈吉米，24岁，馬來西亞「RED People」网红成员第一代，死於心臟病。[85]

### 13日
- 簡秀華       53歲 睡夢中病逝
- 康洪训，92岁，中国政治人物，原政协南昌市第七届委员会副主席。[86]
- 姚琢之，89岁，中国政治人物，中共广西壮族自治区纪律检查委员会原副书记。[87]
- 王颖俊，86岁，中国政治人物，河南省第八届人大常委会法制工作委员会副主任。[88]
- 艾歷·夏里遜（英語：Eric Harrison），81歲，英國職業足球運動員及教練。俱樂部曼聯前青年軍教頭。死於腦退化症。
- 謝旺穎，45歲，臺灣醫師，專長小兒科，因肝膿瘍，引發敗血性休克逝世。[89]
- 张立，68岁，河南新乡人。1964年入河南省乒乓球队，1965年被选入国家乒乓球集训队。死於肺癌。[90]

### 12日
- 程誌青，84岁，中国政治人物，广东省人大常委会原副主任、民革中央原副主席，第八、九届全国政协常务委员。[91]
- 詹子庆，81岁，中国先秦史学家，东北师范大学原副校长、历史文化学院资深教授。[92]
- 林登·拉罗奇（英語：Lyndon LaRouche），96歲，美國政治人物，曾八次參選總統。[93]
- 戈登·班克斯（英語：Gordon Banks），81歲，英格蘭退役職業足球運動員，專職門將。1966年國際足協世界盃冠軍隊成員。[94]
- 裴卓·莫蕊尔（英語：Pedro Antonio Morales），76歲，波多黎各前職業摔角選手。[95]

### 11日
- 何秉松，87岁，中国刑法学泰斗，中国政法大学教授。[96]
- 吴钟山，89岁，中国政治人物，江西省景德镇市原人大副主任。[97]
- 西卜加图拉·穆贾迪迪，93歲，前阿富汗總統。[98]
- 林子琪，年齡不詳，香港創價幼稚園校長。死於癌症。[99]

### 10日
- 卡蒙·亞金札諾（英語：Carmen Argenziano），75歲，美國男演員。[100]
- 詹-麥可·文生（英語：Jan-Michael Vincent），74歲，美國男演員，死於心搏停止。[101]
- 馬若德（英語：Roderick MacFarquhar），88歲，英國政治人物及中國研究專家，專精於文化大革命历史。[102]
- 潘淑衡，92岁，中国政治人物，广西壮族自治区人民政府办公厅人事处原正处级调研员。[103]
- 白广忠，63岁，中国军事人物，原成都军区空军副政治委员。[104]

### 9日
- 黃爾璇，82歲，台灣政治人物，民主進步黨首任秘書長。[105]
- 丘行，95岁，中国编辑，广西壮族自治区文学艺术界联合会原党组副书记。[106]
- 羅恩·米勒（英語：Ron W. Miller），85歲，美國實業家，迪士尼前總裁與執行長、試金石影業創辦人。[107]
- 赫蘇斯·拉姆斯·羅德里格茲（西班牙語：Jesus Ramos Rodriguez），58歲，墨西哥資深電台記者。在塔瓦斯科州一處餐廳裡用餐時被槍擊身亡。[108]
- 托米·安热雷（法語：Tomi Ungerer），87岁，法国插画家、作家。[109]
- 穆士誠（英語：Peter Moss），83歲，英國海外傳媒工作者、作家，香港政府新聞處助理處長（1978-1993年）。因肺炎於菲律賓馬尼拉病逝。[110]
- 佐藤純彌（日語：佐藤 純彌），86歲，日本導演。死於多重器官衰竭。[111]

### 8日
- 谢尔盖·尤里耶维奇·优勒斯基（俄語：Серге́й Ю́рьевич Ю́рский），83岁，俄罗斯演员。[112]
- 堺屋太一（日語：堺屋 太一），83歲，日本作家，政治人物，前經濟企劃廳長官。多器官功能衰竭。[113]
- 沃爾特·芒克（英語：Walter Munk），101岁，美国物理海洋学家。[114]
- 沃尔夫冈·林德勒（德語：Wolfgang Rindler），94岁，美国犹太裔物理学家。[115]
- 臧健和，73歲，香港實業家，水餃品牌「灣仔碼頭」創辦人。死於糖尿病。[116]
- 张斌，99岁，中国军事人物，原沈阳军区副参谋长。[117]
- 薛蕃康，96岁，中国学者，上海外国语大学教授、国际经贸系创系主任。[118]
- 钱家麟，91岁，中国油页岩研究专家。[119]
- 安井侑子，80岁，日本俄罗斯文学翻译家。[120]

### 7日
- 亞伯特·芬尼（英語：Albert Finney），82岁，英国演员。死於腎癌。[121]
- 約翰·丁格爾（英語：John Dingell），92歲，前美國民主黨籍密歇根州眾議院議員，以任職59年的工作年期成為美國史上任職時間最長的聯邦眾議員。死於癌症。[122]
- 陳文將，65歲，台灣黑道人物，重量級黑道組織「至尊盟」首腦。死於食道癌。[123]
- 法蘭克·羅賓森（英語：Frank Robinson），83歲，美國黑人職業棒球運動員，唯一在MLB美國職棒大聯盟的兩聯盟都曾拿過MVP，也是第一位黑人總教練。[124]
- 洛奇·洛克里奇（英语：Rocky Lockridge），60歲，美國拳擊手。迷因「Best cry ever」事件主人翁。[125]
- 蕭澤宏，69歲，台灣角頭老大，「天道盟」創始發起人之一。死於肺腺癌。[126]
- 金默如，81岁，中国花鸟画家，中央文史研究馆馆员。[127]

### 6日
- 曼弗雷德·艾根（德語：Manfred Eigen），91岁，德国生物物理学家、化学家，1967年诺贝尔化学奖得主。[128]
- 叶庆耀，91岁，中国政治人物，福建省政协原副主席、全国政协委员、台盟中央常委、台盟福建省主委、台盟厦门市主委、福建省水产研究所副研究员，二二八事件参与者。[129]
- 方纫秋，89岁，中国足球教练，前国家队主教练。[130]

### 5日
- 李培全，81岁，中國大陸企業家、天府可乐创始人。[131]
- 贾志敏，81岁，中国小学语文特级教师。[132]
- 高怀良，93岁，中国政治人物，原四川省机械工业厅党组书记、厅长。[133]
- 邸长林，89岁，中国政治人物，原黑龙江省纪律检查委员会秘书长。[134]
- 史松，88岁，中国学者，中国人民大学清史研究所教授。[135]

### 4日
- 方福康，83岁，中国物理学家，系统科学家，北京师范大学原党委书记、校长，北京师范大学物理学系教授。[136]
- 王治来，88岁，中国历史学家，湖南师范大学历史文化学院教授，著有《中亚通史》。[137]
- 白雪林，64岁，中国作家协会会员，内蒙古文联理论研究室原副主任、草原杂志社原副主编。[138]
- 刘江亭，98岁，中国军事人物，甘肃省军区原副司令员。[139]
- 馬蒂·尼凱寧（芬蘭語：Matti Nykänen），55歲，芬蘭跳台滑雪運動員，曾獲4面冬奧金牌。[140]
- 兹比格涅夫·什切普科夫斯基（波蘭語：Zbigniew Szczepkowsk），66岁，波兰自行车运动员。[141]
- 雷奥妮·奥索夫斯基（德語：Leonie Ossowski），93岁，德国作家。[142]

### 3日
- 阮雪榆，86岁，中国塑性成形与数字化制造专家，上海交通大学教授，中国工程院院士。[143]
- 鲁森，99岁，中国政治人物，鞍山市委原书记、市政协原主席。[144]
- 张毓茂，83岁，中国政治人物，辽宁省政协原副主席、民盟中央原副主席、民盟辽宁省委原主委。[145]
- 侯勉，85岁，中国军事人物，原空军导弹学院院长。[146]
- 胡杨，59岁，中国人民解放军少将，吉林省军区原政委[147]。
- 黃榮泉（泰雅族名：Masa Tohui），88歲，臺灣泰雅族耆老，泰雅族口述傳統保存者，榮獲總統褒揚令及原住民族三等專業獎章。[148]
- 卡门·邓肯（英語：Carmen Duncan），76歲，澳大利亞女演員。[149]
- 朱莉·亚当斯（英語：Julie Adams），92岁，美国女演员。[150]
- 卡米洛·朱柯里（義大利語：Camillo Zuccoli），61歲，馬爾他騎士團駐保加利亞大使[151]。

### 2日
- 米高·費格遜（英語：Michael Ferguson），60歲，加拿大聯邦審計總長，死於癌症。[152]
- 羅恩·哈欽森（英語：Ron Hutchinson），67歲，美國電影修復師，維他風計劃（Vitaphone Project）創始人，死於癌症。[153]
- 孔照年，93岁，中国军事人物。海军东海舰队原副司令员。[154]
- 鬼八頭かかし，日本漫畫家，代表作<即使化作灰燼>。[155]

### 1日
- 張忠仁，42歲，台灣人，和弟弟張忠義是亞洲首對成功分割的「三肢坐骨連體嬰」兄弟，死於腦幹出血[156]。
- 杰瑞米·哈迪（英語：Jeremy James Hardy），57岁，英国喜剧演员，曾在爱丁堡国际艺穗节上荣获皮埃尔喜剧奖。[157]
- 馬月華，92歲，中國人，侵華日軍南京大屠殺倖存者。[158]
- 田歌，86岁，中国作曲家，作品有歌曲《草原之夜》《边疆处处赛江南》等。[159]
- 蒋杰令，88岁，中国政治人物，最高人民检察院原人事厅副处长。[160]
- 有本欽隆（日語：有本 欽隆），78歲，日本動畫配音員，死於食道癌。[161]。